# Iso Harmaaletto
Iso Harmaaletto är en ö i Finland. Den ligger i Bottenhavet och i kommunen Nystad i den ekonomiska regionen  Nystadsregionen i landskapet Egentliga Finland, i den sydvästra delen av landet. Ön ligger omkring 83 kilometer nordväst om Åbo och omkring 230 kilometer väster om Helsingfors.
Öns area är 11,4 hektar och dess största längd är 0,7 kilometer i sydöst-nordvästlig riktning.